# Bouffémont
Bouffémont ist eine französische Gemeinde mit 6565 Einwohnern (Stand: 1. Januar 2022) im Département Val-d’Oise und liegt an der nördlichen Peripherie von Paris. Bouffémont gehört zum Arrondissement Sarcelles und ist Teil des Kantons Domont. Die Einwohner werden Bouffémontois genannt.

## Geografie
Bouffémont liegt etwa 30 Kilometer nördlich von Paris am Forêt de Montmorency.
Die Nachbargemeinden von Bouffémont sind Baillet-en-France im Norden, Moisselles im Osten, Domont im Südosten, Saint-Prix im Südwesten und Chauvry im Nordwesten.

## Geschichte
Der Ort wird erstmals im 12. Jahrhundert überliefert.

## Bevölkerungsentwicklung

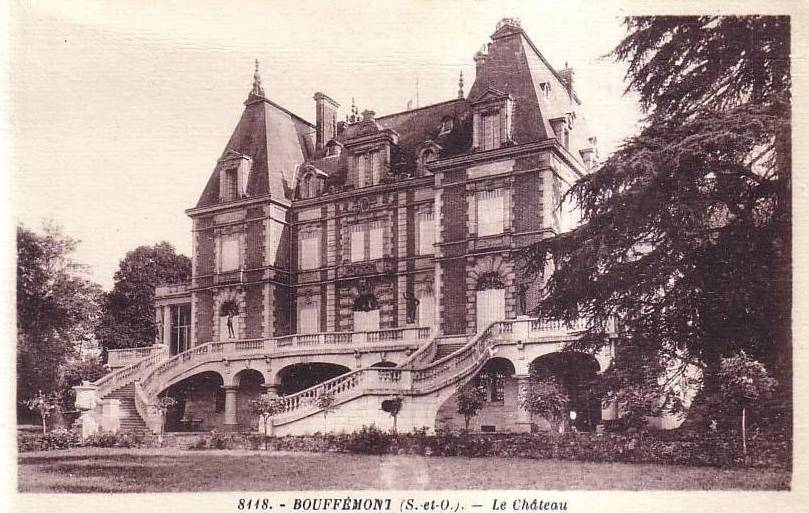
Früheres Château de Bouffémont

| Jahr | Einwohner |
| ---- | --------- |
| 1962 | 635       |
| 1968 | 775       |
| 1975 | 3154      |
| 1982 | 4841      |
| 1990 | 5700      |
| 1999 | 5701      |
| 2006 | 5607      |
| 2011 | 5942      |
| 2021 | 6584      |

## Sehenswürdigkeiten
- Kirche Saint-Georges, mit Teilen aus dem 12. und dem 16. Jahrhundert
- Waschhaus aus dem 18. Jahrhundert
- Villa „Le Manoir“
- Château Empain aus dem Jahr 1860

## Persönlichkeiten
- Frantz Jourdain (1847–1935), Architekt und Kunstkritiker